# Coccobius mirus
Coccobius mirus är en stekelart som beskrevs av Hayat 1998. Coccobius mirus ingår i släktet Coccobius och familjen växtlussteklar. Inga underarter finns listade i Catalogue of Life.